# Jianzi

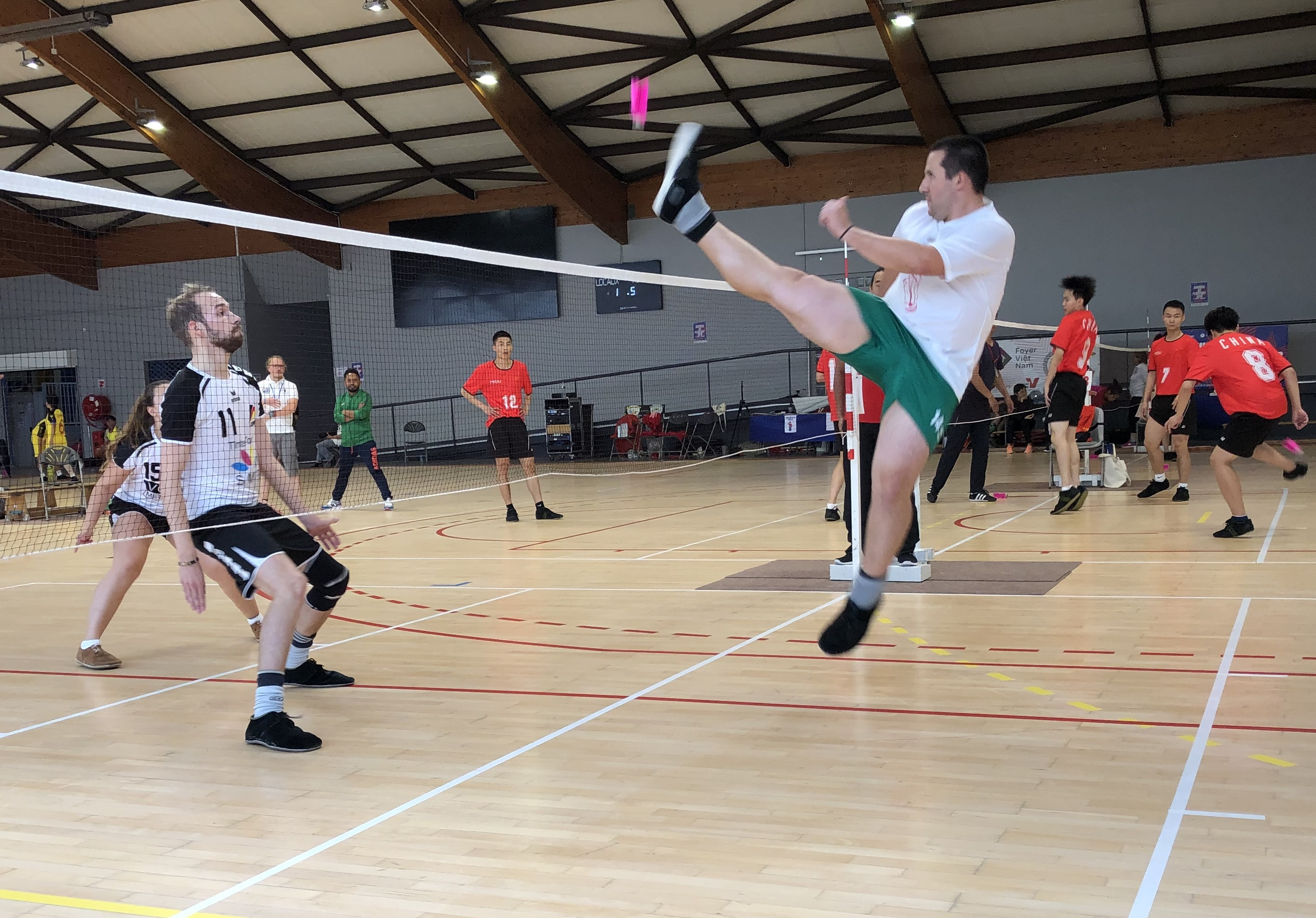
Herczeg Gábor durante a Xª edição do Campeonato Mundial de Lábtoll-labda, realizado na França em 22 de agosto de 2019. Lábtoll-labda é um esporte similar ao Jianzi, que combina habilidades de futebol e acrobacia, e é jogado com um volante. A imagem destaca a participação de Gábor, um dos competidores notáveis, em um evento importante relacionado ao esporte.

Jiànzi (毽子), Ti Jian Zi (踢毽子), Ti Jian (踢毽) ou Jianqiu (毽球) é um jogo oriental tradicional em que os jogadores tentam manter uma peteca no ar usando os pés e outras partes do corpo (sem poder usar as mãos, ao contrário dos outros jogos semelhantes peteca e indiaca). O jogo, que tem muitos nomes diferentes (ver abaixo), pode ser baseado em regras em quadras similares ao badmínton e voleibol, ou ser jogado artisticamente, entre um círculo de jogadores em uma rua ou parque, com o objetivo de manter a peteca no ar e mostrar suas habilidades. No Vietnã, é conhecido como đá cầu e é um esporte nacional, praticado especialmente em Hanoi.
Nos últimos anos, o jogo ganhou seguidores na Europa, Estados Unidos e em outros lugares.

## O jogo
A peteca, chamada de jianzi no jogo chinês, geralmente tem quatro penas fixadas em um disco de borracha ou plástico. Alguns jianzis artesanais fazem uso de uma arruela ou uma moeda com um furo no centro. Durante o jogo, várias partes do corpo, mas não as mãos, são usadas para não deixar a peteca tocar o chão. Para manter a peteca equilibrada e impulsionando para cima, utilizam-se principalmente partes da perna, especialmente os pés. Os jogadores experientes podem dar chutes por cima da cabeça espetaculares.

### O jogo formal
Em competição, o jogo é jogado em uma quadra retangular 6,10 por 11,88 metros, dividida por uma rede (como badmínton), a uma altura de 1,60 metros (1,50 metros para mulheres). O novo jogo de Ti Jian Zi chamado "chinês JJJ" foi inventado por John Du em 2009, que usa a rede mais baixa a 90 cm e as linhas internas da quadra de badmínton padrão, utilizando as técnicas do futebol. O livro "Chinese JJJ Regras e Julgamento" em chinês, foi publicado pela China Society Pressing House em maio de 2010, a versão em Inglês do livro está sendo traduzida agora e será publicada antes do final de 2011 como planejado pelo autor. Há 5 categorias formais no chinês JJJ como nos jogos Tennes: Homens e Mulheres individual, Homens e Mulheres de duplas, e duplas mistas.

### O jogo informal
Existem variações ilimitadas do jogo, como tentar manter a peteca no ar até que uma meta de chutes (ex.: 100) é alcançada, sozinho ou em dupla. No jogo em círculo, o objetivo pode ser simplesmente manter a peteca em jogo. Há dois tipos de jogos informais em JJJ chinês utilizando a mesma quadra: "jogo equipe", tendo 3 jogadores de cada lado e "jogo de meia quadra", usando apenas a metade de uma quadra uma dupla.